# بوبيفاكايين
بوبيفاكايين (بالإنجليزية: Bupivacaine) هو مخدر موضعي ينتمي إلى مجموعة الأميدات الأمينية. عادة ما يتم تسويقه تحت أسماء تجارية مختلفة، ماركاين (Marcain) و سنسوركاين (Sensorcaine) و فيفاكاين (Vivacaine).
تشمل التأثيرات الجانبية المحتملة النعاس وارتعاش العضلات وطنين الأذن وتبدلات الرؤية وهبوط ضغط الدم وشذوذ النظم القلبي، وقد يسبب حقنه ضمن المفصل مشاكل في الغضروف. لا يُنصح باستخدام البوبيفاكايين المركز للتخدير فوق الجافية، وقد يزيد من فترة المخاض. ينتمي هذا الدواء إلى المخدرات الموضعية من مجموعة الأميدات.
اكتشف البوبيفاكايين عام 1957، وأُضيف إلى قائمة الأدوية الأساسية في منظمة الصحة العالمية، ويتوافر بشكل دواء مكافئ. وافقت الولايات المتحدة على الاستخدام الطبي لأحد أشكال البوبيفاكايين القابلة للزرع (إكساراكول) في أغسطس عام 2020.

## الاستخدام الطبي
يستطب استخدام البوبيفاكايين للحقن الموضعي وحصار العصب المحيطي وحصار العصب الودي والحصار فوق الجافية والحصار الذيلي. يمزج الدواء مع الإبينيفرين أحيانًا لمنع الامتصاص الجهازي وإطالة مدة فعاليته. يستخدم تركيز 0.75% (التركيز الأعلى) في الحصار خلف المقلة. يعد البوبيفاكايين المخدر الموضعي الأكثر استخدامًا في التخدير فوق الجافية خلال المخاض وفي تدبير الألم بعد العمليات الجراحية. تظهر المستحضرات الشحمية من البوبيفاكايين (تحت الاسم التجاري إكسباريل) فعاليةً أكبر في تخفيف الألم من محاليله العادية.
يستطب استخدام العلاج المشترك ذو التركيبة الثابتة من البوبيفاكايين مع النمط I من الكولاجين (الاسم التجاري إكساراكول) في تسكين الألم الحاد بعد العمليات الجراحية (تخفيف الألم) حتى 24 ساعة عند البالغين بعد الجراحة المفتوحة للفتق الإربي.
يستطب إعطاء البوبيفاكايين (بوزيمير) في المسافة تحت الأخرمية تحت الرؤية المباشرة بالتنظير للتخدير بعد العمل الجراحي، وقد يستمر تأثيره حتى 72 ساعة بعد إزالة الضغط تحت الأخرمي بالتنظير المفصلي.

## مضادات الاستطباب
يعد استخدام البوبيفاكايين مضاد استطباب عند المرضى المعروفين بتفاعلات فرط حساسية للبوبيفاكايين أو أدوية التخدير الأمينة الأميدية، وهو أيضًا مضاد استطباب في الحصارات التوليدية حول عنق الرحم والتخدير الناحي الوريدي (حصار باير) بسبب الخطر المحتمل لفشل قاطع التروية والامتصاص الجهازي للدواء وتوقف القلب التالي. إن استخدام التركيبة ذات التركيز 0.75% مضاد استطباب في التخدير فوق الجافية خلال المخاض نتيجة ترافقها مع توقف القلب المعند.

## التأثيرات الجانبية
يملك البوبيفاكايين سميةً قلبيةً ملحوظةً بالمقارنة مع أدوية التخدير الموضعية الأخرى، ومع ذلك فإن التفاعلات الدوائية الضارة نادر الحدوث عند الإعطاء الصحيح. تحدث معظم التفاعلات الدوائية نتيجة الامتصاص المتسارع من موقع الحقن أو بسبب الحقن الوريدي غير المقصود أو بطء الانحلال الاستقلابي، ومع هذا فإن التفاعلات التحسسية نادرة الحدوث.
تحدث التأثيرات الجانبية المهمة سريريًا نتيجة الامتصاص الجهازي للبوبيفاكايين، وتشمل في المقام الأول الجهاز العصبي المركزي والجهاز القلبي الوعائي. تحدث التأثيرات عادةً على الجهاز العصبي المركزي عند التراكيز المنخفضة في بلازما الدم. بدايةً تتثبط السبل القشرية انتقائيًا مسببةً أعراض إثارة عصبية. يتثبط كلا السبيلان المثبط والمنشط عند التراكيز العالية في بلازما الدم ما يؤدي إلى تثبيط الجهاز العصبي المركزي واحتمال حدوث السبات. تقود التراكيز العالية في بلازما الدم إلى تأثيرات قلبية وعائية رغم احتمالية حدوث التدهور القلبي الوعائي عند التراكيز المنخفضة. تشير التأثيرات الجانبية على الجهاز العصبي المركزي إلى سمية قلبية وشيكة تستلزم المراقبة اللصيقة.
- الجهاز العصبي المركزي: خدر حول الفم ووخز في الوجه ودوار وطنين وأرق وقلق ودوخة ونوب عصبية وسبات.
- الجهاز القلبي الوعائي: هبوط الضغط والنظميات الشاذة وبطء القلب وإحصاره وتوقف قلب.

قد تحدث السمية أيضًا نتيجة الحقن تحت العنكبوت خلال تخدير المستويات العالية من النخاع الشوكي. تشمل هذه التأثيرات: تشوش الحس والشلل وانقطاع التنفس ونقص التهوية والسلس البرازي والبولي. يؤدي البوبيفاكايين إلى انحلال الغضروف عند الحقن المستمر في المسافة المفصلية. أدى البوبيفاكايين إلى العديد من الوفيات نتيجة الإعطاء الوريدي الخاطئ أثناء التخدير فوق الجافية.